# Hugo Sánchez
Hugo Sánchez Márquez (Ciudad de México, 11 de julio de 1958) es un exfutbolista y entrenador mexicano. Declarado por la IFFHS como el mejor futbolista mexicano del siglo XX, el mismo reconocimiento para el área de la Concacaf y el número 26.º del mundo en la misma centuria.
Fue goleador y figura del Real Madrid en la segunda mitad de la década de los años 1980, donde fue integrante de la «Quinta del Buitre», club en el cual destacaron sus diez títulos conseguidos, cuatro Trofeos Pichichi al máximo goleador de liga, una Bota de Oro y dos Premio Don Balón. Al momento de su retirada era el cuarto máximo goleador histórico del club con 208 goles, tras Alfredo Di Stéfano, Carlos Santillana y Ferenc Puskás. Con 516 anotaciones en 883 encuentros oficiales, es el futbolista mexicano con más goles en partidos oficiales de la historia. Celebraba sus numerosos goles dando una acrobática voltereta de paloma, la cual hacía en homenaje a su hermana gimnasta.
El 4 de febrero de 2003, fue inaugurado el Estadio Hugo Sánchez Márquez en Cuautitlán Izcalli, Estado de México, nombrado así en homenaje al jugador. Gracias a sus goles, logros y trayectoria, fue incluido por la FIFA en el salón de la fama del fútbol en 2011. En el 2019, la revista británica FourFourTwo lo incluyó entre los 100 mejores futbolistas de la historia del fútbol, ubicándolo en la posición 82.º

## Biografía

### Primeros años
Nació el 11 de julio de 1958 en Ciudad de México, siendo hijo del futbolista amateur Héctor Sánchez. Cerca de 1975, estudió el bachillerato en la Escuela Nacional Preparatoria Plantel 7 de la UNAM y posteriormente ingresó en la Facultad de Odontología de la UNAM, de donde se recibió como licenciado en odontología.

## Trayectoria deportiva

### UNAM
Inició su carrera como futbolista en el sector aficionado, ingresando a las fuerzas básicas de Pumas de la UNAM en 1969 a la edad de 11 años. Debido a su inquietud e insistencia por realizar una prueba para ingresar a la selección juvenil de México, fue observado por los entrenadores de esta, Diego Mercado y Alfonso Portugal, quienes lo invitaron a formar parte de ese cuadro.
Participó con la Selección Juvenil de México y logró el título en el Mundial Juvenil Amateur Sub-20 en Cannes Francia en 1975. Debido a su gran actuación, el cronista Ángel Fernández lo bautiza como el «Niño de Oro».

También ganó la medalla de oro en los Juegos Panamericanos de México 1975, además de participar con su selección en los Juegos Olímpicos de Montreal 1976.
Debutó con los Pumas de la UNAM el 23 de octubre de 1976 en el estadio Universitario de Nuevo León contra los Tigres de la UANL; el director técnico, Jorge Marik, lo manda al terreno de juego como relevo a los 25 minutos, ingresando por el brasileño José Geraldo Cândido. Aquel partido terminó con triunfo Puma (1-0), gracias a un gol de Cabinho. Sería hasta el 27 de marzo de 1977 cuando anotaría su primer gol, en la derrota 1-2 de su equipo ante el América en la cancha del Estadio Azteca.
Militó en este equipo alternando en la época de vacaciones (verano) con San Diego Sockers, un equipo de la desaparecida North American Soccer League.
Junto con los Pumas de la UNAM, consiguió ser campeón de liga en su primera temporada 1976-77 (fue el primer título de liga de la historia del club). En su tercera temporada, logró llevarse el título de campeón goleador al marcar 26 goles, compartido con su compañero, el brasileño Evanivaldo Castro Cabinho (temporada 1978-79). Ganó la Copa de Campeones de la Concacaf en 1980, torneo en el que anotó 3 goles, y la Copa Interamericana en 1981, con dos goles suyos en el primer partido. El 9 de agosto de 1981, se despidió de los Pumas para partir a España, anotando un gol en la victoria 4-1 (4-2 global) de su equipo en el partido correspondiente al juego de vuelta de la gran final de la temporada 1980-81 ante Cruz Azul, logrando el segundo título de liga para la escuadra universitaria. Con su club marcó un total de 104 goles en cinco temporadas.

### Atlético de Madrid
Fue traspasado al Atlético de Madrid en 1981. Debutó el 19 de agosto enfrentando al Liverpool en un encuentro amistoso que ganó el Atlético 2-1.
Debutó con su nuevo club en la Primera división española el 19 de septiembre de 1981 en el partido Atlético 2:0 Athletic Club en el Estadio Vicente Calderón. Su primer gol en la Liga Española, lo anota el 30 de noviembre de 1981 al convertir el 1-0 definitivo sobre el Hércules de Alicante.
Con este equipo obtuvo en la temporada 1984/85 el título de máximo goleador (Pichichi) al marcar 19 goles. Esa misma temporada, Hugo Sánchez consigue con su equipo una Copa del Rey, anotando los dos goles de la victoria sobre el Athletic Club el 30 de junio de 1985, además del subcampeonato de liga. Con el Atlético disputa 111 partidos de liga y marca 54 goles.

### Real Madrid
El 15 de julio de 1985, en el Estadio Olímpico Universitario, firma el contrato que lo liga con el Real Madrid Club de Fútbol. Ramón Mendoza y Guillermo Aguilar Álvarez Mazarrasa pactan el acuerdo luego que la directiva colchonera triangulara la negociación vía los Pumas de la UNAM, para evitar molestias de su afición.
Debutó con «los blancos» en liga el 1 de septiembre de 1985 ante el Betis en partido celebrado en Sevilla. Sin embargo, su debut resulta agridulce, pues, aunque marca su primer gol con la casaca blanca y ayudó a la victoria 2-1 del cuadro «merengue», fue expulsado por protestar al juez Urizar Azplitarte.
En esa misma temporada, colabora con dos goles en la remontada 5-1 del juego de vuelta de las semifinales de la Copa UEFA (la ida se había perdido 3-1) y posteriormente anotaría uno en la ida de la final contra el F. C. Colonia (triunfo 5-1), resultado irreversible en la vuelta el 14 de mayo, con lo cual obtiene su primer título internacional con el Real Madrid. Días más tarde, el 20 de mayo, logra el Pichichi como máximo goleador de la liga por segunda vez y primera con los madridistas.
El 10 de abril de 1988, anota su gol más memorable ante el Club Deportivo Logroñés, con una chilena espectacular, la cual provocó que se agitasen pañuelos blancos en todo el estadio Santiago Bernabéu en señal de admiración y reconocimiento.
En la temporada 1989-90, alcanza su más alto nivel junto con el club, que impone la marca de 107 goles en una temporada. Por su cuenta, Hugo consigue también la Bota de Oro como máximo goleador de liga en Europa y además empata el récord de Telmo Zarra de más goles anotados en una temporada con 38. Su máxima cuota de goles en España, la consigue dentro de la ronda de octavos de final de la Copa de Campeones de Europa 1990-91, anotando 4 goles en la goleada 9-1 sobre el FC Swarovski Tirol.
El 21 de marzo de 1992, jornada 27, juega su último partido oficial con el Real Madrid en la victoria 1-0 ante el Deportivo La Coruña en el Bernabeu, el gol además fue suyo. Cuatro días antes había marcado su último gol en competición europea, en la Copa de la UEFA ante el Sigma Olomouc, victoria también por 1-0. En suma, durante su estancia en Real Madrid, obtiene los Pichichis de 1985/86 (22 goles), 1986/87 (34 goles), 1987/88 (29 goles) y 1989/90 (38 goles).
Con el equipo blanco, ganó cinco Ligas consecutivas (1985/86, 1986/87, 1987/88, 1988/89 y 1989/90), una Copa del Rey, tres Supercopas de España y una Copa de la UEFA. Con el Real Madrid, jugó siete temporadas, disputando 240 partidos de liga en los que marcó 164 goles. En su última temporada en el club, disputó muy pocos encuentros (solo ocho de liga) por causa de lesiones.
Fue el máximo goleador extranjero de la Primera División de España durante más de veinte años hasta que el 23 de marzo de 2014 fue sobrepasado por Lionel Messi.

### América
En la temporada 1992-93, regresa al fútbol mexicano para jugar con el América, debutando el 19 de agosto en el estadio Marte R. Gómez ante los Correcaminos de la UAT, anotando el gol del triunfo. Con el equipo americanista gana la Copa de Campeones de la Concacaf, venciendo al Alajuelense de Costa Rica, anotando el tanto del triunfo en la gran final.
En 1993, participó en la Copa América celebrada en Ecuador, donde el equipo mexicano dirigido por Miguel Mejía Barón logró el Subcampeonato, perdiendo la final ante Argentina.

### Rayo Vallecano
Un año más tarde, vuelve de nuevo a la liga española, fichando por el Rayo Vallecano, equipo con el que juega 29 partidos de liga y marca 16 goles. En total, jugó 347 partidos de liga española y marcó 234 goles. Con esta camiseta descendió a la segunda división de España.

### Atlante
En 1994-95, ficha con el Atlante, en una temporada avivada por la polémica contra el entonces técnico americanista, ex del Real Madrid Leo Beenhakker, con quien se enfrascó en una serie de declaraciones la semana previa al partido en que Atlante venció 4-1 al entonces líder del torneo, las Águilas del América. Irónicamente, el técnico atlantista era Ricardo La Volpe con quien había mantenido una muy sonada rivalidad en su época de futbolista cuando este militaba como arquero de la misma institución.

### Linz
Más tarde, en la temporada 1995-96, fue transferido al equipo austriaco del Linzer A. S. K. de la Primera División al que arribó de manera polémica ya iniciado el torneo que disputó de manera alternada con el equipo de F.C. Dallas de la recién formada MLS.
El club austríaco finalizó sexto de la temporada 1995-96 con Hugo como su más sonado refuerzo. Existen desacuerdos sobre sus actuaciones en dicho club, ya que al fusionarse con el FC Linz se le atribuye erróneamente participaciones en este club (en Segunda División). Él participó en 20 de los 30 partidos de la competición, marcó en 5 encuentros para un total de 6 en la liga.

### Atlético Celaya
Antes de retirarse como futbolista, jugó un torneo (Verano 1997) en México con el Atlético Celaya, equipo en el que coincidió con sus compañeros del Real Madrid, Emilio Butragueño y Miguel González Michel, debutando el 11 de enero ante el Monterrey. El 20 de abril marca su segundo gol del torneo, definiendo la victoria 3-1 ante Pachuca, siendo este su último gol en partido oficial; finalmente el 4 de mayo de 1997, después de disputar 55 minutos en el duelo contra Santos Laguna en el Estadio Corona, sale de cambio por Hugo Santana, en lo que fue su último partido oficial.
Hugo Sánchez se retiró formalmente del fútbol jugando un partido amistoso celebrado en su honor con el Real Madrid el 29 de mayo de 1997. El resultado del partido fue Real Madrid 4 - 1 PSG, en el que Hugo marcó tres goles.
Hugo Sánchez es el tercer jugador extranjero (después de Lionel Messi y Cristiano Ronaldo) con más goles anotados en la Liga Española. Ostentó también el récord (compartido con Telmo Zarra) de más goles anotados en una sola temporada, con 38 tantos, logrado en la campaña 1989-1990 (récord luego superado por Cristiano Ronaldo con 41 goles en la temporada 2010-2011, y después también superado por Lionel Messi con 50 goles en la temporada 2011-2012 ); el mismo año en que se adjudica la Bota de Oro (máximo goleador de todas las ligas europeas), compartida con el futbolista búlgaro Hristo Stoichkov, entonces jugador del PFC CSKA Sofía.
Además, es el tercer jugador que más veces ha ganado el Trofeo Pichichi y el único en la historia del fútbol ibérico en ganarlo durante cuatro torneos consecutivos sin compartirlo en ninguna ocasión, dejando claro que su productividad como delantero fue constante y certera. Hugo Sánchez ha sido considerado el mejor jugador mexicano de todos los tiempos, siendo elegido por el IFFHS como el mejor futbolista de América del Norte y América Central del Siglo XX.
Hugo Sánchez tenía una peculiar manera de celebrar los goles, dando una voltereta cada vez que marcaba. Fue su hermana, gimnasta olímpica participante en los Juegos Olímpicos de Montreal (Canadá) de 1976, quien le enseñó la tradicional maroma o voltereta con la que solía celebrar sus tantos, siendo participante también Hugo Sánchez de los citados Juegos Olímpicos. Igual de característico era su remate de chilena, la cual ejecutaba a la perfección, llegando a ser denominada como la «Huguiña».

## Selección nacional

### Copa Mundial de 1978
A convocatoria de José Antonio Roca, debutó con el equipo mayor de la selección mexicana el 27 de septiembre de 1977, al ingresar como relevo de Leonardo Cuéllar en el segundo tiempo del cotejo contra Estados Unidos, disputado en la cancha del estadio Azteca, que finalizó 3-0 a favor de los locales.
Su primer gol con la selección se produce el 9 de octubre en un juego eliminatorio para la Copa del Mundo ante Haití, también en el Azteca, a los 30 segundos de comenzado el partido, el cual terminó 4-1 en favor de México. El 2 de junio del año siguiente, debuta en la Copa del Mundo de Argentina 1978, jugando los 90 minutos en la derrota 3-1 ante Túnez.

### Campeonato de Concacaf de 1981
Después de la eliminación del Premundial de Honduras en 1981 (en el que anota 3 goles) y su contratación en la liga española, la actividad de Hugo con el equipo mexicano se reduce considerablemente, al grado de no disputar ningún encuentro en más de año y medio, y solo unos cuantos amistosos previos a la Copa del Mundo de México 1986, todo esto en una época donde no existían las «fechas FIFA» y la integración de jugadores nacionales en ligas foráneas era muy complicada fuera de los torneos oficiales.

### Copa Mundial de 1986
El 3 de junio de 1986, anota un gol de cabeza en la victoria de México 2-1 sobre Bélgica, en el inicio del mundial de México 86. Hugo no volvería anotar, e incluso falló un penal días más tarde ante Paraguay. Después de la eliminación del conjunto tricolor en penales frente a la selección de Alemania, Hugo no disputaría otro juego oficial con la selección hasta 1993, no solo por el ya mencionado dato de la inexistencia de las «fechas FIFA», sino por la descalificación de México de toda competencia internacional a causa del escándalo de «los cachirules», por lo cual no pudo disputar, no solo el Mundial de Italia 1990, sino que ni siquiera las eliminatorias previstas para 1989, hecho que se produce en el mejor momento de su carrera. En 1991, una lesión y problemas federativos lo imposibilitaron de asistir a la primera Copa de Oro.

### Copa América 1993 y Copa Mundial de 1994
Su regreso a la selección se produce en 1993 durante el Cuadrangular final de la eliminatoria mundialista para Estados Unidos 94, anotando uno de los dos goles de la victoria 2-1 sobre Canadá el 9 de mayo, y que permitió la calificación a un mundial fuera de casa por primera vez desde 1978. Posteriormente, alineó en el pionero equipo mexicano que debutó el 16 de junio de 1993 en la Copa América de Ecuador, jugando los primeros 45 minutos en la derrota 2-1 ante Colombia. El 30 de junio, marca uno de los goles con los que México derrota y elimina al anfitrión Ecuador (2-0) en la ronda de semifinales. Luego, el 4 de julio, jugaría los 90 minutos de la gran final ante Argentina, en la que el equipo de Miguel Mejía Barón cayó 2-1.
El 5 de julio de 1994, tras intercambiar puntos de vista con Miguel Mejía Barón, no ingresa al campo en el partido que México pierde en penales con Bulgaria, en los octavos de final de la Copa del Mundo de Estados Unidos 1994. Hugo solo jugó el primer partido ante Noruega. Jugaría un partido de despedida en el Azteca el 18 de marzo de 1998 ante Paraguay (1-1).
Disputó un total de 58 partidos oficiales y marcó un total de 29 goles con la selección mexicana. Ganó la Copa de Oro de la Concacaf en 1977 y 1993.

## Trayectoria como entrenador

### Pumas UNAM
Hugo Sánchez empezó como director técnico en el equipo de los Pumas de la UNAM, debutando el 26 de marzo del año 2000 durante la fecha 11 del torneo Verano 2000, con una victoria 3-0 sobre el Necaxa, partido celebrado en el estadio Olímpico de Ciudad Universitaria; ese torneo, levantó al equipo llevándolos a semifinales. Fue cesado en la siguiente temporada por conflictos con la directiva.
Regresó a los Pumas en Invierno 2001, llevándolos a dos rondas semifinales consecutivas en Verano 2002 y Apertura 2002, en ambos casos ocupando la tercera posición de la tabla general. El 4 de febrero de 2003, con una derrota 2-3 ante Gremio de Porto Alegre, debuta en la Copa Libertadores 2003, torneo en el que lograron el pase a octavos de final, siendo eliminado por el Cobreloa de Chile.
En pocos años, ganó prestigio al conducir a los Pumas de la UNAM al Bicampeonato de liga, ganando los torneos Clausura 2004 al vencer por penales 5-4 (marcador golobal 1-1) al Guadalajara el 13 de junio de 2004, jugando como local en CU; y Apertura 2004 tras un global de 3-1 a Monterrey.
En ese mismo año, se adjudicó el trofeo Campeón de Campeones del fútbol mexicano, al golear a Pachuca 6-1 (global, 7-3), en partido realizado en el estadio Olímpico Universitario el 8 de agosto de 2004. Días más tarde, como parte de la pretemporada, conquistó el Trofeo Santiago Bernabéu, derrotando 1-0 con gol de Israel Castro al Real Madrid en su propio estadio.

### UD Almería
El 22 de diciembre de 2008, fichó por la UD Almería, tras la destitución de Gonzalo Arconada como entrenador del equipo. Debutó el 4 de enero de 2009 como local con una victoria 1-0 ante el Betis. Logró la permanencia del conjunto andaluz y continuó en el banquillo; pero el 21 de diciembre de 2009, Sánchez fue destituido como técnico del UD Almería ante los pobres resultados obtenidos el inicio de temporada y tras la derrota ante el RCD Español (2-0) en Cornellá.

### Selección mexicana
- Debuta como seleccionador mexicano durante la Copa USA, entre el 3 y 11 de junio de 2000, con un equipo compuesto en su mayoría por jugadores de los Pumas de la UNAM (equipo que dirigía en ese entonces) y algunos refuerzos de otros equipos, perdiendo la final ante Estados Unidos, por dos goles a uno.
- Después de la renuncia de Ricardo La Volpe, es presentado como el entrenador oficial de la selección de México (por segunda vez),[28] debutando como seleccionador el 7 de febrero de 2007, nuevamente ante la Estados Unidos, perdiendo por dos goles a cero.
- En su segundo partido como entrenador de México, la selección mexicana derrota 3-1 a la selección de Venezuela, consiguiendo así su primera victoria.
- En su tercer y cuarto partido, Hugo Sánchez gana ante los representativos de Paraguay y Ecuador, con marcadores de 2-1 y 4-2 respectivamente
- Su quinto partido fue el 2 de junio del mismo año en el estadio Alfonso Lastras contra Irán, con un resultado a favor de 4-0.
- Su séptimo partido fue el 8 de junio del mismo año en el Giants Stadium de Nueva York contra la selección de Cuba, donde México salió victorioso con un 2-1 con sabor a derrota; Cuba jugó mejor todo el partido y las críticas se le vinieron encima al Pentapichichi.
- Su octavo partido fue el 10 de junio del mismo año en el Giants Stadium de Nueva York contra Honduras, en el que sufrió su segunda derrota en una semana, ahora con marcador de 1-2 tras la expulsión de Cuauhtémoc Blanco, haciendo caer más críticas sobre el entrenador.
- Su décimo partido fue el 21 de junio del mismo año, en donde enfrentó a una sorpresiva selección de Islas Guadalupe la cual no mostró ninguna resistencia y pudo vencer apenas con un gol de diferencia para pasar a la final de la Copa Oro.
- Pierde la final contra el equipo de Estados Unidos por 2 goles a 1.
- En el primer partido de la Copa América Venezuela 2007 llega la victoria más importante hasta este momento, venciendo a Brasil 2-0.
- En el segundo partido de la Copa América Venezuela 2007, el 1 de julio de 2007, la selección de México vence a la selección de Ecuador 2-1 con goles de Nery Castillo (21') y Omar Bravo (79') por parte de la selección mexicana y Edison Méndez (84') por la selección de Ecuador.
- En el tercer partido de la Copa América Venezuela 2007, el 4 de julio de 2007, la selección de México empata con la selección de Chile 0-0. México pasa con 7 puntos a los cuartos de final.
- En los cuartos de final de la Copa América Venezuela 2007, el 8 de julio de 2007, la selección de México vence a la selección de Paraguay 6-0 (goleada histórica) con goles de Nery Castillo (5'), Gerardo Torrado (27'), Nery Castillo (38'), Fernando Arce (79'), Cuauhtémoc Blanco (87') y Omar Bravo (90+1').
- En semifinales, pierde por goleada con la selección Argentina 3-0.
- Juega por el tercer puesto de la Copa América contra la selección de Uruguay y logra un meritorio resultado de 3-1.
- En la eliminatoria preolímpica rumbo a los Juegos Olímpicos de Pekín 2008, realizada en Estados Unidos, la selección sub-23 fue eliminada en la primera fase, tras empatar 1-1 con Canadá, perder 2-1 con Guatemala y derrotar 5-1 a Haití.
- El 31 de marzo de 2008, dejó de ser el director técnico de la selección mexicana de fútbol.[29]

## Vida personal y familiar
Su hermana, Hilda, fue gimnasta y participó en competencies internacionales.
Estuvo casado con Emma Portugal, con quien en 1984 procreó a su hijo Hugo Sánchez Portugal, quien falleció el 8 de noviembre de 2014.
En 2000, contrajo matrimonio con Isabel Martín.[cita requerida]

## Estadísticas

### Clubes
Actualizado a fin de carrera deportiva.
| Club                          | Temporada                     | Div.                          | Liga  | Liga  | Copas | Copas | Internacional | Internacional | Total | Total | Media goleadora |
| Club                          | Temporada                     | Div.                          | Part. | Goles | Part. | Goles | Part.         | Goles         | Part. | Goles | Media goleadora |
| ----------------------------- | ----------------------------- | ----------------------------- | ----- | ----- | ----- | ----- | ------------- | ------------- | ----- | ----- | --------------- |
| C. Universidad Nacional       | 1976-77                       | 1.ª                           | 27    | 7     | —     | —     | —             | —             | 27    | 7     | 0.25            |
| C. Universidad Nacional       | 1977-78                       | 1.ª                           | 30    | 11    | —     | —     | —             | —             | 30    | 11    | 0.36            |
| C. Universidad Nacional       | 1978-79                       | 1.ª                           | 45    | 28    | —     | —     | 2             | —             | 47    | 28    | 0.59            |
| C. Universidad Nacional       | 1979-80                       | 1.ª                           | 44    | 30    | —     | —     | —             | —             | 44    | 30    | 0.68            |
| San Diego Sockers             | 1979                          | 1.ª                           | 17    | 12    | —     | —     | —             | —             | 17    | 12    | 0.70            |
| C. Universidad Nacional       | 1980-81                       | 1.ª                           | 42    | 21    | —     | —     | 7             | 5             | 49    | 26    | 0.53            |
| San Diego Sockers             | 1980                          | 1.ª                           | 15    | 14    | —     | —     | —             | —             | 15    | 14    | 0.93            |
| Total C. Universidad Nacional | Total C. Universidad Nacional | Total C. Universidad Nacional | 188   | 97    | 0     | 0     | 9             | 5             | 197   | 102   | 0.52            |
| Total San Diego Sockers       | Total San Diego Sockers       | Total San Diego Sockers       | 32    | 26    | 0     | 0     | 0             | 0             | 32    | 26    | 0.78            |
| Atlético de Madrid            | 1981-82                       | 1.ª                           | 20    | 8     | 5     | 4     | 2             | —             | 27    | 12    | 0.44            |
| Atlético de Madrid            | 1982-83                       | 1.ª                           | 31    | 15    | 8     | 7     | —             | —             | 39    | 22    | 0.56            |
| Atlético de Madrid            | 1983-84                       | 1.ª                           | 27    | 12    | 10    | 7     | 2             | —             | 39    | 19    | 0.48            |
| Atlético de Madrid            | 1984-85                       | 1.ª                           | 33    | 19    | 12    | 9     | 2             | 1             | 47    | 29    | 0.61            |
| Total Atlético de Madrid      | Total Atlético de Madrid      | Total Atlético de Madrid      | 111   | 54    | 35    | 27    | 6             | 1             | 152   | 82    | 0.53            |
| Real Madrid C. F.             | 1985-86                       | 1.ª                           | 33    | 22    | 5     | 2     | 11            | 5             | 49    | 29    | 0.59            |
| Real Madrid C. F.             | 1986-87                       | 1.ª                           | 41    | 34    | 6     | 6     | 7             | 3             | 54    | 43    | 0.79            |
| Real Madrid C. F.             | 1987-88                       | 1.ª                           | 36    | 29    | 7     | 3     | 7             | 3             | 50    | 35    | 0.70            |
| Real Madrid C. F.             | 1988-89                       | 1.ª                           | 35    | 27    | 8     | 5     | 7             | 5             | 50    | 37    | 0.74            |
| Real Madrid C. F.             | 1989-90                       | 1.ª                           | 35    | 38    | 6     | 3     | 3             | 1             | 44    | 42    | 0.95            |
| Real Madrid C. F.             | 1990-91                       | 1.ª                           | 19    | 12    | 3     | 2     | 3             | 5             | 25    | 19    | 0.76            |
| Real Madrid C. F.             | 1991-92                       | 1.ª                           | 8     | 2     | 1     | —     | 1             | 1             | 10    | 3     | 0.30            |
| Total Real Madrid C. F.       | Total Real Madrid C. F.       | Total Real Madrid C. F.       | 207   | 164   | 36    | 21    | 39            | 23            | 282   | 208   | 0.73            |
| C. F. América                 | 1992-93                       | 1.ª                           | 29    | 11    | —     | —     | 6             | 7             | 35    | 18    | 0.51            |
| Rayo Vallecano                | 1993-94                       | 1.ª                           | 29    | 16    | 6     | 1     | —             | —             | 35    | 17    | 0.48            |
| C. F. Atlante                 | 1994-95                       | 1.ª                           | 31    | 13    | —     | —     | —             | —             | 31    | 13    | 0.41            |
| Linzer A. S. K.               | 1995-96                       | 2.ª                           | 20    | 6     | —     | —     | —             | —             | 20    | 6     | 0.30            |
| Dallas Burn                   | 1996                          | 1.ª                           | 25    | 7     | —     | —     | —             | —             | 25    | 7     | 0.28            |
| Atlético Celaya               | 1996-97                       | 1.ª                           | 12    | 2     | —     | —     | —             | —             | 12    | 2     | 0.16            |
| Total carrera                 | Total carrera                 | Total carrera                 | 684   | 396   | 77    | 49    | 60            | 36            | 821   | 481   | 0.59            |
| 1. 2. 3.                      |                               |                               |       |       |       |       |               |               |       |       |                 |

### Selecciones

#### Goles internacionales
| 1.  | 09/10/1977 | Estadio Azteca, México, D. F.               | México         | 4–1 | Haití           | Campeonato de Concacaf de 1977             |
| 2.  | 15/10/1977 | Estadio Universitario, San Nicolás          | México         | 8–1 | Surinam         | Campeonato de Concacaf de 1977             |
| 3.  | 15/10/1977 | Estadio Universitario, San Nicolás          | México         | 8–1 | Surinam         | Campeonato de Concacaf de 1977             |
| 4.  | 22/10/1977 | Estadio Universitario, San Nicolás          | México         | 3–1 | Canadá          | Campeonato de Concacaf de 1977             |
| 5.  | 05/02/1978 | Estadio Cuscatlán, San Salvador             | El Salvador    | 1–5 | México          | Amistoso                                   |
| 6.  | 05/02/1978 | Estadio Cuscatlán, San Salvador             | El Salvador    | 1–5 | México          | Amistoso                                   |
| 7.  | 05/02/1978 | Estadio Cuscatlán, San Salvador             | El Salvador    | 1–5 | México          | Amistoso                                   |
| 8.  | 03/05/1978 | Helsinki Olympic Stadium, Helsinki          | Finlandia      | 0–1 | México          | Amistoso                                   |
| 9.  | 06/01/1979 | Estadio Universitario, San Nicolás          | México         | 1–0 | Unión Soviética | Amistoso                                   |
| 10  | 04/12/1979 | Estadio Cuscatlán, San Salvador             | El Salvador    | 0–2 | México          | Amistoso                                   |
| 11. | 04/12/1979 | Estadio Cuscatlán, San Salvador             | El Salvador    | 0–2 | México          | Amistoso                                   |
| 12. | 18/12/1979 | Estadio Municipal, Texcoco,                 | México         | 1–1 | El Salvador     | Amistoso                                   |
| 13. | 08/04/1980 | Estadio Nemesio Díez, Toluca                | México         | 5–0 | Honduras        | Amistoso                                   |
| 14. | 08/04/1980 | Estadio Nemesio Díez, Toluca                | México         | 5–0 | Honduras        | Amistoso                                   |
| 15. | 15/04/1980 | Estadio Mateo Flores, Ciudad de Guatemala   | Guatemala      | 2–4 | México          | Amistoso                                   |
| 16. | 29/04/1980 | Estadio Nemesio Díez, Toluca                | México         | 2–2 | Guatemala       | Amistoso                                   |
| 17. | 09/11/1980 | Estadio Azteca, México, D. F.               | México         | 5–1 | Estados Unidos  | Campeonato de Concacaf de 1981             |
| 18. | 16/11/1980 | Estadio Azteca, México, D. F.               | México         | 1–1 | Canadá          | Campeonato de Concacaf de 1981             |
| 19. | 23/11/1980 | Lockhart Stadium, Fort Lauderdale           | Estados Unidos | 2–1 | México          | Campeonato de Concacaf de 1981             |
| 20. | 20/01/1981 | Estadio Azteca, México, D. F.               | México         | 1–1 | Bulgaria        | Amistoso                                   |
| 21. | 23/06/1981 | Estadio Azteca, México, D. F.               | México         | 1–3 | España          | Amistoso                                   |
| 22. | 01/11/1981 | Estadio Tiburcio Carías Andino, Tegucigalpa | México         | 4–0 | Cuba            | Campeonato de Concacaf de 1981             |
| 23. | 01/11/1981 | Estadio Tiburcio Carías Andino, Tegucigalpa | México         | 4–0 | Cuba            | Campeonato de Concacaf de 1981             |
| 24. | 11/11/1981 | Estadio Tiburcio Carías Andino, Tegucigalpa | Haití          | 1–1 | México          | Campeonato de Concacaf de 1981             |
| 25. | 25/08/1985 | L. A. Memorial Coliseum, Los Ángeles        | México         | 2–1 | Chile           | Amistoso                                   |
| 26. | 03/06/1986 | Estadio Azteca, México, D. F.               | México         | 2–1 | Bélgica         | Copa Mundial de Fútbol de 1986             |
| 27. | 11/04/1993 | Estadio Azteca, México, D. F.               | México         | 3–0 | Honduras        | Clasificación para la Copa Mundial de 1994 |
| 28. | 09/05/1993 | Varsity Stadium, Toronto                    | Canadá         | 1–2 | México          | Clasificación para la Copa Mundial de 1994 |
| 29. | 30/06/1993 | Estadio Olímpico Atahualpa, Quito           | Ecuador        | 0–2 | México          | Copa América 1993                          |

#### Participaciones en fases finales
| Competición            | Selección | Sede           | Resultado        | Partidos | Goles |
| ---------------------- | --------- | -------------- | ---------------- | -------- | ----- |
| JJ. OO. 1976           | Amateur   | Canadá         | Primera fase     | 3        | 1     |
| Copa Concacaf 1977     | Absoluta  | México         | Campeón          | 5        | 4     |
| Mundial 1978           | Absoluta  | Argentina      | Primera fase     | 3        | 0     |
| Copa Concacaf 1981     | Absoluta  | Honduras       | Tercer puesto    | 5        | 3     |
| Mundial 1986           | Absoluta  | México         | Cuartos de final | 4        | 1     |
| Copa América 1993      | Absoluta  | Ecuador        | Subcampeón       | 6        | 1     |
| Mundial 1994           | Absoluta  | Estados Unidos | Octavos de final | 1        | 0     |
| Total en fases finales | México    | México         | 1 campeonato     | 32       | 10    |

#### Partidos en la Copa del Mundo
| 2 de junio de 1978  | Túnez            | Rosario          | Estadio Dr. Lisandro de la Torre | 0 | 3 - 1 |
| 6 de junio de 1978  | Alemania Federal | Córdoba          | Estadio Olímpico de Córdoba      | 0 | 6 - 0 |
| 10 de junio de 1978 | Polonia          | Rosario          | Estadio Dr. Lisandro de la Torre | 0 | 3 - 1 |
| 3 de junio de 1986  | Bélgica          | México, D. F.    | Azteca                           | 1 | 1 - 2 |
| 7 de junio de 1986  | Paraguay         | México, D. F.    | Azteca                           | 0 | 1 - 1 |
| 15 de junio de 1986 | Bulgaria         | México, D. F.    | Azteca                           | 0 | 2 - 0 |
| 21 de junio de 1986 | Alemania Federal | Monterrey        | Estadio Universitario            | 0 | 0 - 0 |
| 19 de junio de 1994 | Noruega          | Washington D. C. | RFK Memorial Stadium             | 0 | 1 - 0 |

### Resumen estadístico
|                             | Partidos | Goles | Promedio |
| --------------------------- | -------- | ----- | -------- |
| Primera División            | 684      | 400   | 0.59     |
| Copas nacionales            | 78       | 49    | 0.61     |
| Copas internacionales       | 63       | 38    | 0.60     |
| Selección de México         | 58       | 29    | 0.50     |
| Selección Amateur de México | 3        | 1     | 0.33     |
| Total                       | 886      | 517   | 0.58     |

### Entrenador
| Equipo                      | Nac               | Desde | Hasta | Estadísticas | Estadísticas | Estadísticas | Estadísticas | Estadísticas | Estadísticas | Estadísticas | Estadísticas |
| Equipo                      | Nac               | Desde | Hasta | P            | G            | E            | P            | GF           | GC           | Dif          | %            |
| --------------------------- | ----------------- | ----- | ----- | ------------ | ------------ | ------------ | ------------ | ------------ | ------------ | ------------ | ------------ |
| C. Universidad Nacional1, 2 | Bandera de México | 2000  | 2005  | 202          | 89           | 63           | 50           | 328          | 295          | +33          | 54.46%       |
| C. Necaxa                   | Bandera de México | 2006  | 2006  | 7            | 2            | 4            | 1            | 8            | 11           | -3           | 47.62%       |
| Selección de México3        | Bandera de México | 2006  | 2008  | 26           | 13           | 9            | 4            | 45           | 32           | +13          | 61.54%       |
| U. D. Almería               | Bandera de España | 2009  | 2009  | 17           | 6            | 4            | 7            | 5            | 6            | -1           | 43.13%       |
| Pachuca4                    | Bandera de México | 2012  | 2012  | 23           | 9            | 7            | 7            | 22           | 22           | 0            | 49.27%       |
| Total                       | Total             | Total | Total | 275          | 119          | 87           | 69           | 408          | 366          | +42          | 53.82%       |

1Incluye resultados de la Copa Libertadores 2003

2Incluye resultados de la Copa de Campeones de la Concacaf 2005

3Incluye resultados de la Copa USA 2000

4Incluye resultados de la Copa MX Apertura 2012

#### Encuentros dirigidos de México
| 1  | 07/02/07 | Amistoso          | Estados Unidos 2 - México 0 |
| 2  | 28/02/07 | Amistoso          | Venezuela 1 - México 3      |
| 3  | 25/03/07 | Amistoso          | México 2 - Paraguay 1       |
| 4  | 28/03/07 | Amistoso          | México 4 - Ecuador 2        |
| 5  | 02/06/07 | Amistoso          | México 4 - Irán 0           |
| 6  | 05/06/07 | Amistoso          | México 0 - Paraguay 1       |
| 7  | 08/06/07 | Copa Oro 2007     | México 2 - Cuba 1           |
| 8  | 10/06/07 | Copa Oro 2007     | México 1 - Honduras 2       |
| 9  | 21/06/07 | Copa Oro 2007     | México 1 - Guadalupe 0      |
| 10 | 24/06/07 | Copa Oro 2007     | México 1 - Estados Unidos 2 |
| 11 | 27/06/07 | Copa América 2007 | México 2 - Brasil 0         |
| 12 | 01/07/07 | Copa América 2007 | México 2 - Ecuador 1        |
| 13 | 04/07/07 | Copa América 2007 | México 0 - Chile 0          |
| 14 | 08/07/07 | Copa América 2007 | México 6 - Paraguay 0       |
| 14 | 08/07/07 | Copa América 2007 | México 0 - Argentina 3      |
| 14 | 08/07/07 | Copa América 2007 | México 3 - Uruguay 1        |
| 15 | 12/03/08 | Preolímpico       | México 1 - Canadá 1         |
| 16 | 14/03/08 | Preolímpico       | México 1 - Guatemala 2      |
| 17 | 16/03/08 | Preolímpico       | México 5 - Haití 1          |
| 18 | 26/03/08 | Amistoso          | México 2 - Ghana 1          |

## Récords
- Máximo goleador mexicano de todos los tiempos.
- Mencionado en 6 listas de los mejores jugadores del Siglo XX de entre 283 jugadores.[36]
- Entre los 20 jugadores con mas goles en ligas de primera división de la historia (394 goles).
- Tercer máximo ganador del Trofeo Pichichi.
- Único jugador de la Concacaf en ganar el Trofeo Pichichi.
- Hasta 2023, fue el jugador mexicano con mayor cantidad de partidos en Europa, hasta ser superado por Andrés Guardado.[37]
- Quinto máximo goleador en la historia de la Primera División de España con 234 goles.
- Segundo jugador en el mundo con más larga trayectoria mundialista, solo superado por Antonio Carbajal, y por encima de Lothar Matthäus. Entre su primer y último partido mundialista transcurrieron 16 años y 17 días.
- Único jugador junto a Elías Figueroa en participar de tres copas del mundo en forma alternada (1978, 1986, 1994).
- Llego a ser el jugador con mayor cantidad de goles en una temporada junto a Telmo Zarra, hasta que fue superado por Cristiano Ronaldo, Luis Suárez y Lionel Messi.
- Único jugador no europeo ni sudamericano en ganar la Bota de Oro.
- Cronológicamente, fue el segundo jugador del continente americano en ganar la Bota de Oro.
- Es el segundo jugador con mayor cantidad de trofeos pichichis consecutivos (con 4), por debajo de Messi con 5 pichichis consecutivos.
- En la temporada 1989-1990, anotó 38 goles a un solo toque. [38]
- Es considerado como el mayor especialista en goles de chilena.[39]
- Séptimo máximo goleador del Real Madrid.
- En el 18vo de entre los máximos goleadores del Atlético de Madrid.
- Cuarto máximo goleador de Pumas UNAM.
- Octavo máximo goleador de la selección mexicana.
- Fue el máximo goleador mundial de la década de los 80s.[40]
- Máximo goleador de la historia de la Concacaf, si no se toma en cuenta a Manuel Cuadra (Imposibilidad de verificación total).
- En el puesto 25 de los máximos goleadores de la historia del fútbol, en partidos oficiales.
- Máximo goleador no europeo y no sudamericano de la historia.
- Segundo máximo jugador mexicano con mayor cantidad de títulos, por debajo de Rafael Márquez.
- Sexto máximo anotador de penales en la historia del futbol.[41]
- Uno de los 25 jugadores de la historia, en superar la barrera de los 500 goles.

## Palmarés como jugador

### Campeonatos nacionales
| Título                     | Club                 | Sede    | Año  |
| -------------------------- | -------------------- | ------- | ---- |
| Primera División de México | Universidad Nacional | México  | 1977 |
| Primera División de México | Universidad Nacional | México  | 1981 |
| Copa del Rey               | Atlético de Madrid   | España  | 1985 |
| Liga Española              | Real Madrid C. F.    | España  | 1986 |
| Liga Española              | Real Madrid C. F.    | España  | 1987 |
| Liga Española              | Real Madrid C. F.    | España  | 1988 |
| Liga Española              | Real Madrid C. F.    | España  | 1989 |
| Supercopa de España        | Real Madrid C. F.    | España  | 1988 |
| Copa del Rey               | Real Madrid C. F.    | España  | 1989 |
| Supercopa de España        | Real Madrid C. F.    | España  | 1989 |
| Liga Española              | Real Madrid C. F.    | España  | 1990 |
| Supercopa de España        | Real Madrid C. F.    | España  | 1990 |
| Primera Liga de Austria    | Linzer A. S. K.      | Austria | 1996 |

### Copas internacionales
| Título                                | Selección                   | Sede        | Año  |
| ------------------------------------- | --------------------------- | ----------- | ---- |
| Juegos Panamericanos                  | Selección Amateur de México | México      | 1975 |
| Preolímpico de Concacaf               | Selección Amateur de México | México      | 1976 |
| Campeonato de Naciones de la Concacaf | Selección de México         | México      | 1977 |
| Título                                | Club                        | Sede        | Año  |
| Copa de Campeones de la Concacaf      | Universidad Nacional        | Tegucigalpa | 1980 |
| Copa Interamericana                   | Universidad Nacional        | Los Ángeles | 1981 |
| Copa de la UEFA                       | Real Madrid C. F.           | Colonia     | 1986 |
| Copa de Campeones de la Concacaf      | América                     | Santa Ana   | 1992 |

## Palmarés como entrenador

### Títulos nacionales
| Título                     | Club                 | Sede   | Año           |
| -------------------------- | -------------------- | ------ | ------------- |
| Primera División de México | Universidad Nacional | México | Clausura 2004 |
| Primera División de México | Universidad Nacional | México | Apertura 2004 |
| Campeón de Campeones       | Universidad Nacional | México | 2004          |

## Distinciones individuales

### Como jugador
| Distinción                                                                                     | Año     |
| ---------------------------------------------------------------------------------------------- | ------- |
| Citlalli al mejor extremo de la Primera División de México                                     | 1977-78 |
| Citlalli al mejor extremo de la Primera División de México                                     | 1978-79 |
| Citlalli al mejor jugador de la Primera División de México                                     | 1978-79 |
| Goleador de la Primera División de México (compartido con Cabinho)                             | 1978-79 |
| Goleador de la Clasificación de Concacaf para la Copa Mundial                                  | 1981    |
| FIFA XI                                                                                        | 1982    |
| Trofeo Pichichi                                                                                | 1984-85 |
| Trofeo Pichichi                                                                                | 1985-86 |
| Trofeo Pichichi                                                                                | 1986-87 |
| Premio Don Balón                                                                               | 1986-87 |
| World Soccer XI Ideal Mundial                                                                  | 1987    |
| Trofeo Pichichi                                                                                | 1987-88 |
| Trofeo Pichichi                                                                                | 1989-90 |
| Bota de Oro                                                                                    | 1989-90 |
| Premio Don Balón                                                                               | 1989-90 |
| Goleador de la Copa de Campeones de la Concacaf                                                | 1992    |
| Entre los 100 mejores jugadores del Siglo XX según Venerdì's                                   | 1997    |
| Equipo Ideal del Siglo de la Concacaf                                                          | 1998    |
| Entre los mejores jugares del Siglo XX según World Soccer                                      | 1999    |
| Entre los 100 mejores jugadores del Siglo XX según Placar                                      | 1999    |
| Entre los 20 mejores delanteros del Siglo XX según Voetbal International                       | 1999    |
| Mejor deportista mexicano del Siglo XX                                                         | 2000    |
| Mejor futbolista mexicano del Siglo XX según la IFFHS                                          | 2000    |
| Mejor futbolista de Concacaf del Siglo XX según la IFFHS                                       | 2000    |
| Elegido el 26º mejor futbolista del mundo del Siglo XX por IFFHS                               | 2000    |
| FIFA 100                                                                                       | 2004    |
| Premio Nacional del Deporte                                                                    | 2004    |
| Entre los mejores 100 jugadores de toda la historia según Association of Football Statistician | 2007    |
| Premio Golden Foot                                                                             | 2010    |
| Salón de la Fama del Fútbol Mexicano                                                           | 2011    |
| Marca Leyenda                                                                                  | 2018    |
| IFFHS Legends                                                                                  | 2018    |
| XI Ideal de la Concacaf de todos los tiempos segun la IFFHS                                    | 2021    |
| XI Ideal de México de todos los tiempos segun la IFFHS                                         | 2021    |
| Entre los 100 mejores jugadores de la Historia según FourFourTwo                               | 2022    |

### Como entrenador
| Distinción                                                        | Año     |
| ----------------------------------------------------------------- | ------- |
| Balón de Oro al Mejor Entrenador de la Primera División de México | 2003-04 |
| Balón de Oro al Mejor Entrenador de la Primera División de México | 2004-05 |